# Paolo Galletti
Paolo Galletti (Florencia, Italia, 7 de marzo de 1937 - Tavarnelle Val di Pesa, Italia, 25 de abril de 2015) fue un nadador especializado en pruebas de estilo libre. Fue medalla de bronce en 400 metros libres en el Campeonato Europeo de Natación de 1958.

## Palmarés internacional
| Campeonato Europeo de Natación | Campeonato Europeo de Natación | Campeonato Europeo de Natación | Campeonato Europeo de Natación |
| Año                            | Lugar                          | Medalla                        | Prueba                         |
| ------------------------------ | ------------------------------ | ------------------------------ | ------------------------------ |
| 1958                           | Budapest ( Hungría)            | Medalla de bronce              | 400 m libre                    |
| 1958                           | Budapest ( Hungría)            | Medalla de plata               | 4 × 200 m libres               |